# منغوليا في الألعاب الأولمبية
منغوليا في الألعاب الأولمبية تعتبر الألعاب الأولمبية من الأحداث الرياضية المهمة في منغوليا، تقوم اللجنة الأولمبية الوطنية المنغولية بالإشراف في شؤون مشاركات منغوليا في الألعاب الأولمبية، أول مشاركة لمنغوليا في الألعاب الأولمبية كانت في دورة 1964 في طوكيو حيث شاركت ب21 رياضي وتمكنت من الفوز بأول ميدالية لها في دورة 1968 في مكسيكو، بينما أول ميدالية ذهبية فازت بها منغوليا كانت في دورة 2008 في بكين، وقد فازت منغوليا بمشوارها الأولمبي بمجموع 24 ميدالية منها 2 ميدالية ذهبية و 9 فضية و13 برونزية، أكثر الرياضات التي تنافس فيها منغوليا هي الجودو و الملاكمة و المصارعة و الرماية و تنس الطاوله.